# Jan van Mansvelt

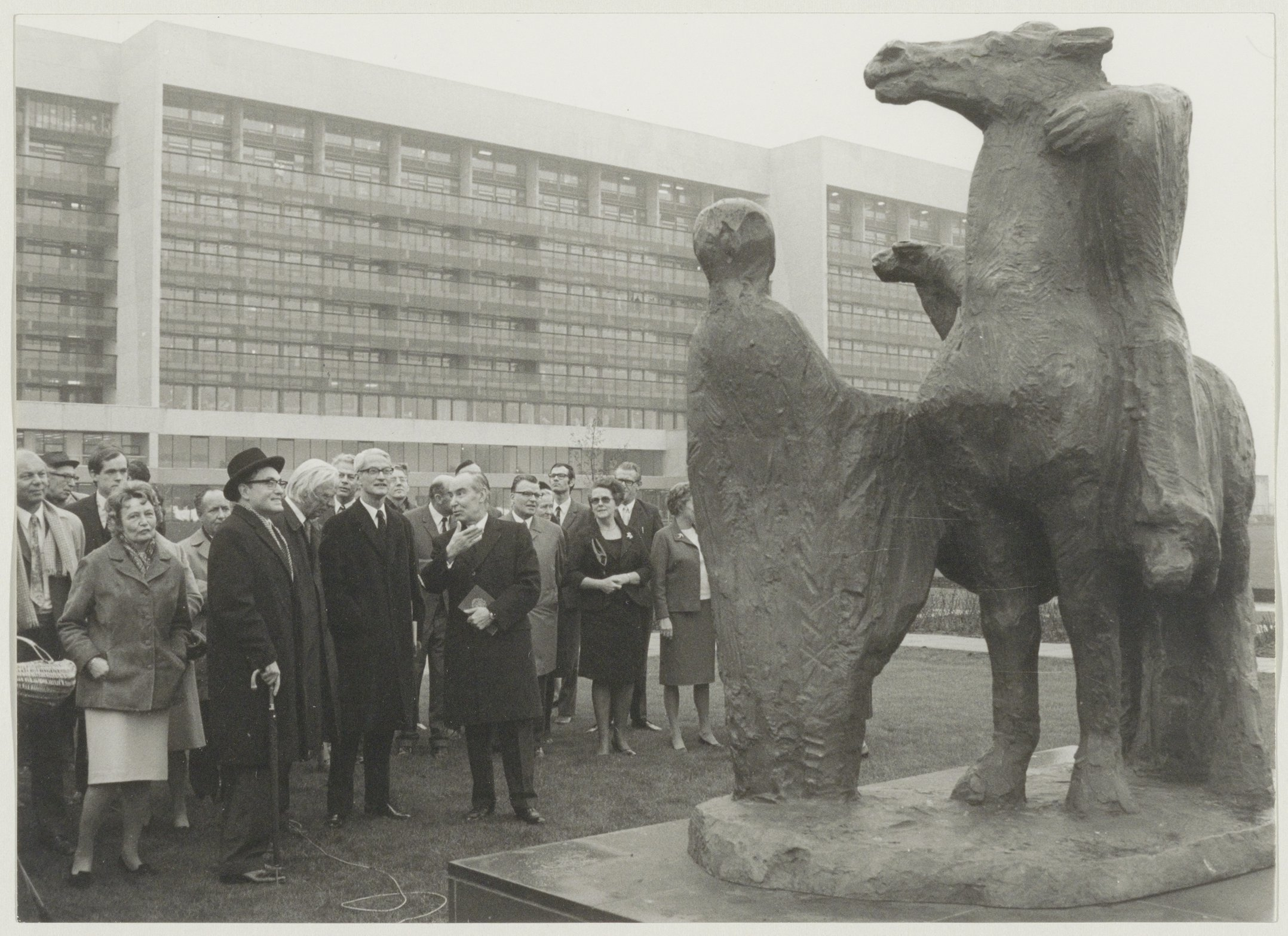
De onthulling van het standbeeld De Heilige Elisabeth van Thüringen met Burgemeester de Gou (met hoed), beeldhouwer Mari Andriessen (rechts daarnaast) en directeur-geneesheer Dr. J. van Mansvelt, 1972

Jan van Mansvelt (Winsum, 16 november 1921 – Haarlem, 23 april 1987) was een Nederlandse neuroloog en ziekenhuisdirecteur. Tijdens de Tweede Wereldoorlog was hij werkzaam bij het illegale blad Ons Volk.

## Biografie
Hij werd geboren in Winsum, als zoon van Gerrit Johan van Mansvelt, directeur der Posterijen en Henriëtte Jacoba Scherius. In 1941 slaagde hij voor het staatsexamen HBS B.
Tijdens de oorlog was hij werkzaam voor de verzetskrant Ons Volk. Het blad De Toekomst maakte gebruik van het technisch apparaat van Ons Volk. Samen met Jan Woestenburg bracht hij matrijzen uit Leiden naar Gennep zodat daar kon worden gedrukt.
Na de oorlog trouwde hij met Hansje van Hellenberg Hubar, weduwe van Wim Eggink. 
Hij studeerde medicijnen in Utrecht. In 1951 slaagde hij voor het artsexamen. Van 1952 tot 1955 volgde hij in Haarlem de specialistenopleiding tot neuroloog. In 1954 promoveerde hij te Utrecht tot doctor in de geneeskunde op het proefschrift Pick's disease, a syndrome of lobar cerebral atrophy; its clinico-anatomical and histopathological types.
Na zijn opleiding werd hij neuroloog in het Diaconessenhuis in Haarlem. In 1964 stapte hij over naar het Elisabeth Gasthuis. In maart 1970 werd hij medisch directeur van het Elisabeth Gasthuis.
Hij was van 1965 tot 1971 bestuurslid van de Landelijke Specialisten Vereniging, de laatste vier jaar als voorzitter. Hij maakte deel uit van een gezamenlijke studiecommissie van de SER en de Ziekenfondsraad, die plannen moest ontwikkelen voor een nieuw systeem van ziektekostenverzekering. Hij was ook lid van de Nationale Ziekenfondsraad. In 1978 was hij kort kandidaat voor staatssecretaris van Volksgezondheid.
In 1981 werd hij benoemd tot Ridder in de Orde van de Nederlandse Leeuw.
- International Standard Name Identifier: 0000 0003 8774 2658
- Library of Congress Control Number: n92801596
- Virtual International Authority File: 280742051